# Musée de l'Assistance publique - Hôpitaux de Paris
Le musée de l'Assistance publique - Hôpitaux de Paris est le musée de l'institution de l'Assistance publique - Hôpitaux de Paris, CHU de Paris. Depuis son inauguration le 28 avril 1934, il était abrité dans l'hôtel de Miramion, situé au 47, quai de la Tournelle, dans le 5e arrondissement de Paris, jusqu'à la fermeture du site en juin 2012. Il est ensuite relocalisé à l'hôpital Bicêtre du Kremlin-Bicêtre, dans le Val-de-Marne. Premier musée hospitalier en France, il restitue l'histoire de l'hôpital dans ses différentes composantes : histoire sociale et religieuse, histoire de la médecine et des professions de santé, histoire des représentations du corps et de la maladie. Il déchiffre cette histoire, l'interroge, et confronte passé et présent à la recherche du sens des évolutions récentes.
Le musée permet de mettre en perspective les pratiques actuelles en repérant les héritages et les ruptures. Il propose en outre de mieux connaître et comprendre l'hôpital comme miroir des transformations de la société. Il est reconnu « musée de France » depuis la loi du 4 janvier 2002.
Ce musée est actuellement fermé au public.

## Histoire du musée
Le musée de l’Assistance publique-Hôpitaux de Paris a été officiellement ouvert au public en 1934. Des actions de sauvegarde du patrimoine ont cependant vu le jour dès la fin du XIXe siècle, en faveur notamment des très importantes collections de faïences pharmaceutiques que le développement rapide de l’industrialisation des médicaments vouait à la destruction.
Sur les recommandations du conseil municipal de Paris en 1901, l’administration générale de l’Assistance publique étendit ces mesures de protection à de nouvelles catégories d’objets, en vue de constituer un musée. De nombreuses peintures, jusqu’alors disséminées dans les chapelles et bâtiments des plus anciens hôpitaux, des bustes de médecins ou de bienfaiteurs, ainsi qu’une sélection d’archives furent alors rassemblés et exposés dans l’hôtel de Miramion, qui abritait depuis 1812 la pharmacie centrale des hôpitaux.
Un an après son inauguration, le musée ajoutait une pièce majeure à ses collections : l’ensemble décoratif de la salle de garde des internes de l’hôpital de la Charité, détruit l’année précédente pour cause de vétusté. Depuis, le musée a régulièrement enrichi ses collections grâce à l’action vigilante de nombreux hospitaliers mais aussi à des dons généreux de particuliers auxquels se sont enfin ajoutés, à partir des années 1960, les moyens d’une politique d’acquisition. D’importants travaux de rénovation (1974-1981) lui ont permis d’agrandir ses espaces de présentation et d’en renouveler le contenu. En 1998, le musée s’est vu reconnaître le statut de « musée contrôlé » par la direction des Musées de France, pour la qualité de ses collections, de ses activités et de sa gestion.

## Le patrimoine hospitalier

### Qu'est-ce que le patrimoine hospitalier?
Au XIXe siècle, une valeur patrimoniale est attribuée à des objets anciens, dotés d'une qualité artistique ou esthétique : peintures, sculptures, objets d'art décoratif, édifices dont l'architecture était jugée remarquable… La rareté fait aussi partie des critères. À l'intérieur de l'hôpital, l'émergence de cette notion de patrimoine se repère dans le dernier tiers du XIXe siècle, au moment de la grand vague de modernisation des établissements hospitaliers, dans le contexte du pastorisme. Les nouvelles normes d'hygiène et la promotion du modèle de l'architecture pavillonnaire entraînent le réaménagement des services ou la restructuration, voire la destruction pure et simple des bâtiments anciens. C'est alors que se pose la question du sort de bon nombre d'ensembles ou d'objets jugés inutiles, inadaptés ou sans fonctionnalité aucune, dans ce nouvel hôpital converti à la modernité. C'est le cas par exemple des peintures qui décoraient les anciens hôtels-Dieu, mais aussi des faïences pharmaceutiques vouées à la destruction, à l'ère de la production industrielle des médicaments. Les premiers musées hospitaliers ont été créés pour être les conservatoires de ces « beaux objets » de l'hôpital.
Puis lentement, dans la seconde moitié du XXe siècle, la notion de patrimoine scientifique et technique s'introduit dans le monde hospitalier, à une époque où les technologies médicales se multiplient. Ce sont alors les professionnels qui, dans un premier temps, conservent quelques spécimens de ces appareils ou de ces instruments. Parallèlement, l'évolution des musées les amène à s'ouvrir progressivement à cette dimension, pour témoigner de l'évolution des pratiques médicales. Ce n'est plus exclusivement à partir de leur qualité esthétique que les objets acquièrent un statut de patrimoine, mais à partir de leur valeur historique. Et les musées hospitaliers se définissent à ce moment comme des musées « d'art et d'histoire ».
Aujourd'hui, la notion de patrimoine s'est encore élargie. Peut être reconnu comme patrimoine tout objet porteur de sens, autrement dit dont la présence et l'interprétation intéressent la compréhension de l'hôpital, dans toutes ses dimensions. Le patrimoine fait partie des outils à partir desquels se construit l'intelligibilité de l'institution hospitalière et de son histoire, toute son histoire. Pour peu qu'on veuille bien l'interroger, un objet patrimonial livre un accès par exemple à une pratique et, au-delà, aux représentations ou aux attitudes qui l'organisent. C'est aujourd'hui le travail des musées hospitaliers, qui se définissent comme des « musées de société ».

### Aujourd'hui pour demain, ou le patrimoine duXIXesiècle
Dans le domaine de la médecine, le XIXe siècle se caractérise par une accélération vertigineuse des découvertes et des inventions. Sans cesse, les techniques disponibles se perfectionnent et se miniaturisent, modifiant aussi les gestes et les pratiques.
Parce qu'ils assuraient des fonctions d'enseignement et de recherche, les hôpitaux de l'Assistance publique de Paris ont concentré entre leurs murs les moyens techniques les plus représentatifs de ces avancées. L'histoire de l'AP-HP illustre largement le développement du progrès médical. Depuis toujours lieux de secours et de soins pour les pauvres, les hôpitaux s'ouvrent bientôt à toutes les catégories de la population. Car l'ensemble de la société réclame le bénéfice de ces prestations sophistiquées, porteuses d'un espoir de guérison. Le mouvement est pris pendant la Seconde Guerre mondiale (loi de 1941 qui institue « l'hôpital toutes-classes ») et se confirme en 1945. L'hôpital devient un grand service public. Commence alors le lent mais inéluctable mouvement d'humanisation (la première circulaire du ministère de la Santé date de 1958), destiné à adapter l'hôpital à ses nouveaux usagers. La condition et le statut du patient évoluent progressivement jusqu'à la reconnaissance des droits du patient hospitalisé en 1974.
Bien d'autres virages sont pris tout au long de ce siècle : multiplication des métiers de la santé, abandon progressif d'un système d'économie fermée (l'hôpital se recentre sur des missions de soins et sous-traite de plus en plus les prestations qui ne relèvent pas de ces missions), apprentissage du dialogue social, redistribution des pouvoirs, ouverture à une organisation en réseaux de soins, etc.
Si le musée de l'AP-HP s'attache à conserver la mémoire de ces évolutions, sous leurs multiples facettes, c'est (au-delà du souvenir, du plaisir, de la nostalgie ou de l'émerveillement) pour les interroger : quelles ont été les conditions, et le prix, de ces changements ; que fallait-il pouvoir abandonner et avec quelles conséquences ; comment ces héritages imprègnent-ils l'hôpital d'aujourd'hui et comment sont-ils perçus, vécus, revendiqués, ou parfois contestés ?

## Les collections
Les collections du musée de l'Assistance publique - Hôpitaux de Paris se composent aujourd'hui d’un ensemble de plus de 10 000 œuvres et objets,, représentatifs de la vie hospitalière, du Moyen Âge à nos jours : peintures, sculptures, dessins et gravures, mobilier, textiles, traités de médecine, instruments et appareils médicaux, objets de soins et d'enseignement. Elles illustrent les grandes composantes de l'histoire de l'hôpital parisien (histoire religieuse et histoire sociale tout d'abord, histoire médicale et paramédicale ensuite, histoire des professions de santé), et apportent des repères significatifs sur l'évolution des représentations du corps et de la maladie.
La majeure partie des collections provient de versements effectués par les hôpitaux et les services de l'institution. Elles s’enrichissent aussi des dons de particuliers ou d’entreprises. Quelques achats ont pu ponctuellement venir combler des lacunes, avec le soutien du Fonds régional d’acquisitions des musées. Depuis 2002, l'entrée de nouvelles pièces dans les collections est soumise à l'avis de la commission scientifique régionale placée sous l'autorité de la direction régionale des Affaires culturelles (DRAC) Île-de-France, conformément à loi du 4 janvier 2002, relative aux musées de France.
Pendant la période transitoire, les collections sont régulièrement présentées dans les expositions temporaires de nombreux musées, en France et à l'étranger.

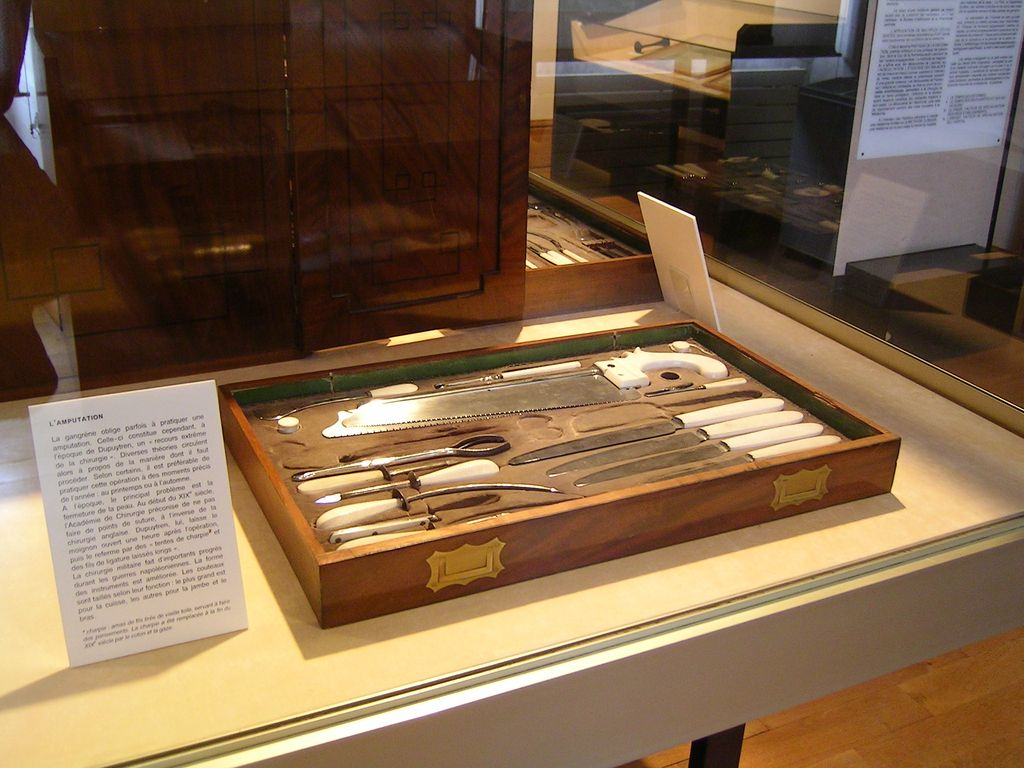
Instruments chirurgicaux.
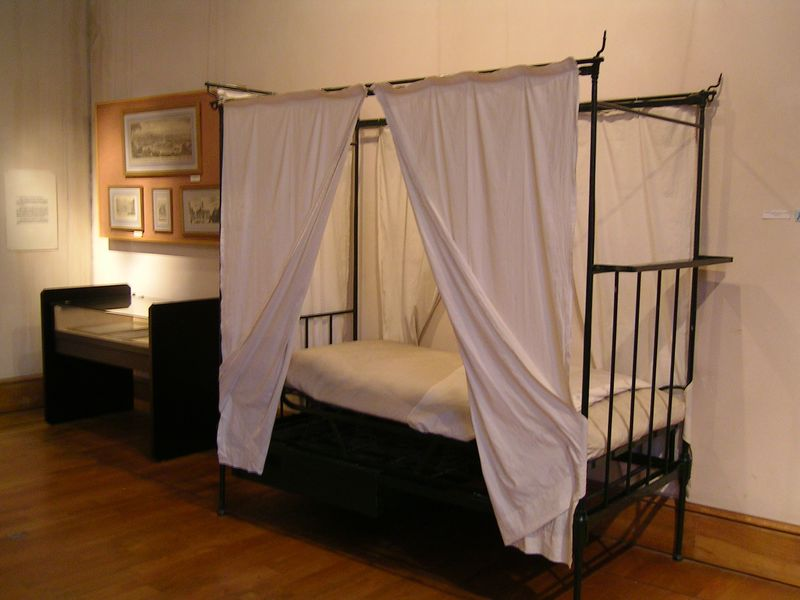
Lit de malade.

### Patrimoine religieux

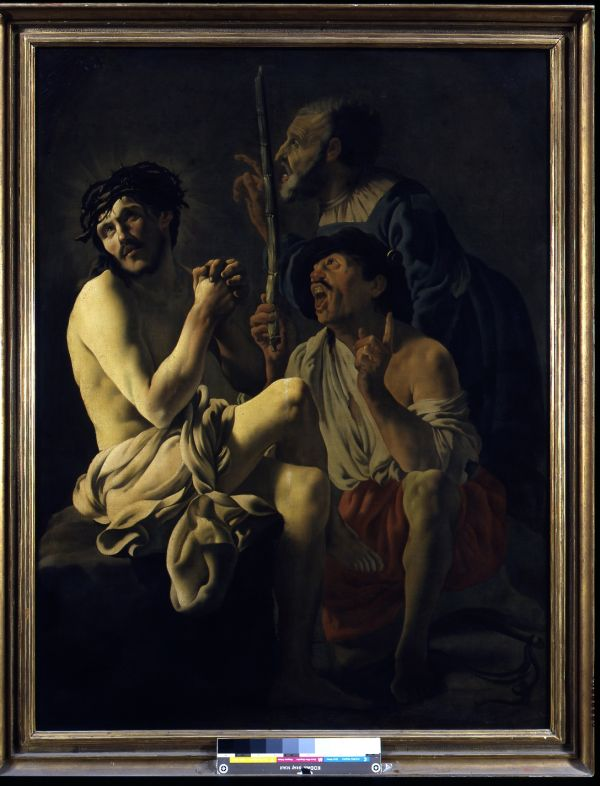
Hendrick ter Brugghen, Christ aux outrages.

L’influence de l’Église sur les fondations hospitalières s’exerce depuis le Haut Moyen Âge, avec la fondation de l’Hôtel-Dieu, jusqu’au début du XXe siècle, quand la loi de séparation de l’Église et de l’État entraîne le départ des religieuses.
Le Livre de Vie Active : c'est un manuscrit enluminé de la fin du XVe siècle, écrit par Jehan Henry (mort en 1483), proviseur de l'Hôtel-Dieu. Il est dédié à la sous-prieure Perenelle Hélène et s'adresse aux religieuses augustines de cet hôpital. Jehan Henry y exalte la vocation des religieuses soignantes, une façon de les rappeler à l'ordre à une époque où de graves problèmes d'autorité affectent l'Hôtel-Dieu. Empreint de spiritualité, le Livre de Vie Active est scandé d'allégories, tant dans le texte que dans les douze illustrations qui l'accompagnent, ce qui confère au manuscrit son unité particulière et son originalité.
Cette enluminure évoque une salle commune typiquement médiévale : plusieurs malades sont installés dans un même lit dans un souci de gain de place. En effet, par charité, on ne refuse à personne l'entrée de l'hôpital. Ce n'est qu'à ses derniers instants de vie que le malade peut être seul dans un lit. Au premier-plan, l'artiste a représenté les trois états de la vie de religieuse : postulante, novice et religieuse consacrée.
L'Antiphonaire de La Charité : c'est un recueil de chants liturgiques datant du XVIIIe siècle, composé de deux livres (un pour l'été, l'autre pour l'hiver) et décoré de nombreuses lettrines, vignettes, culs de lampe et illustrations en pleine page.
L’architecture et le décor des anciens bâtiments hospitaliers conservent la marque des origines religieuses.
L’iconographie tirée de l’Ancien ou du Nouveau Testament fournit une décoration abondante. Ainsi, le musée conserve dans ses collections Le Christ aux outrages de Hendrick ter Brugghen, du début du XVIIe siècle, qui provient de la chapelle de l’ancien hôpital Beaujon, ainsi que Saint-Jean de Dieu lavant les pieds des malades issu de la chapelle de l’ancien hôpital de la Charité du XVIIIe siècle.

### Patrimoine social

#### Les enfants trouvés

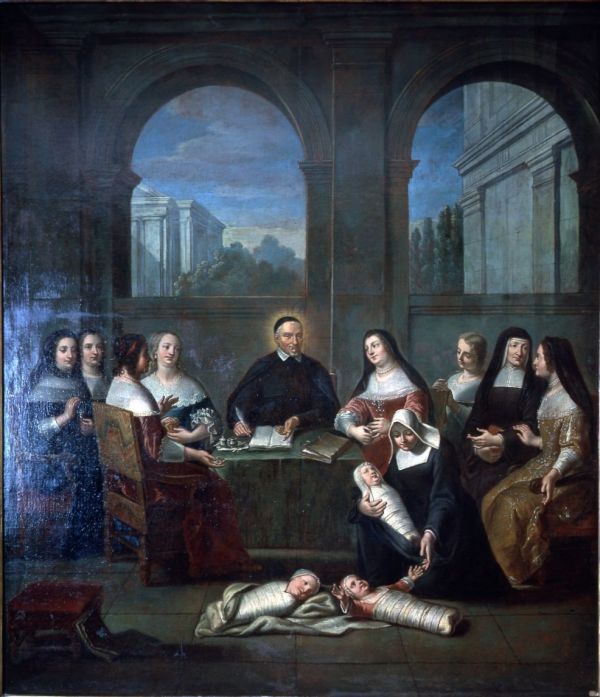
Attribué à frère André, Saint-Vincent de Paul et les Dames de la charité (XVIIIe siècle).

Jusqu’à l’apparition d’une politique de prévention sociale au milieu du XIXe siècle, la solution contre l’abandon des enfants est laissée à l’initiative des fondations religieuses. Devant l’insuffisance des institutions, saint Vincent de Paul fonde en 1638, avec l’aide des Filles de la Charité (ou sœurs de Saint Vincent de Paul), l’Œuvre des Enfants trouvés. Le musée conserve le tableau Saint Vincent de Paul et les Filles de la Charité, attribué à frère André (fin XVIIe siècle/début XVIIIe siècle) provenant de la crèche de l’hospice des Enfants assistés.
Vers 1811, les autorités municipales développent le tour d'abandon : ce dispositif, installé dans la façade des hospices et fonctionnant sur le principe du guichet tournant, permet aux parents de déposer leur bébé dans l’anonymat et en toute sécurité. Le musée conserve dans ses collections la gravure d'Henry Pottin (XIXe siècle) du Tour d’abandon de l’Hôpital Saint-Vincent-de-Paul.

#### Les marginaux
À partir du XVIe siècle, l’image du pauvre se modifie, et la population désignée devient très hétérogène : mendiants, infirme, vieillards, malades, enfants abandonnés, veuves, paysans dépossédés… À cette époque est créée l’Aumône générale. Mais au XVIIe siècle, devant la nouvelle attitude réprobatrice de la société, la monarchie durcit sa politique : pour tenter d’enrayer la progression de la mendicité, elle choisit la solution de l’enfermement et crée l’Hôpital général, réunion de plusieurs établissements destinés à enfermer « les pauvres, mendiants valides et malades…pour être employés aux ouvrages, manufactures et autres travaux ». Présentée comme une œuvre de charité, cette nouvelle institution fait en réalité œuvre de police. La maison de Bicêtre pour les hommes, la Salpêtrière pour les femmes, et quelques autres établissements accueillent désormais une population diverse, venue de son plein gré ou à la suite d’une arrestation. Le Registre des entrées de la Maison de Bicêtre de 1749 énumère les motifs d’enfermement et donne une idée très précise de la population qui y était enfermée. Un exemple d'une œuvre concernant cette thématique : Vue de l’Hôpital de Bicêtre, dessins et gravure à l’eau forte de Jacques Rigaud (1681-1754).

### Patrimoine médical

#### Les débuts
La fin du XVIIe siècle est une époque où la pratique de la dissection connaît une plus grande liberté. Les traités se multiplient, mais les plus renommés restent ceux venant du nord de l’Europe, comme le Traité d’anatomie de William Cowper, conservé par le musée.

#### Les évolutions
Au XIXe siècle, les mutations sociales et les progrès techniques permettent à l’hôpital de devenir un équipement de santé, lieu d’enseignement et de pratique médicale, et maillon essentiel d’une politique d’assistance. De nouveaux hôpitaux s’ouvrent tandis que les vieux établissements se spécialisent. L’Hôpital général se transforme peu à peu en centre d’hébergement et de soins pour les personnes âgées, et pour les malades mentaux ; la folie se médicalise sous l’action de Philippe Pinel, Jean-Étienne Esquirol et Jean-Martin Charcot.

#### Les grands découvreurs et novateurs

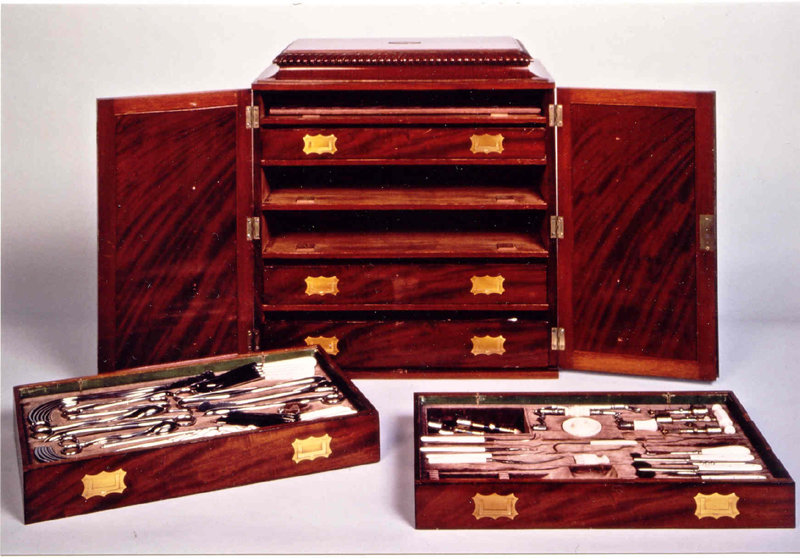
Atelier Savigny, coffret en bois de Dupuytren (XIXe siècle).

La médecine moderne s’incarne dans quelques grands noms. Guillaume Dupuytren (1777-1835) est le chef de file de la nouvelle école chirurgicale française. Le musée conserve son coffret en bois contenant six tiroirs et instruments en métal et ivoire, provenant de l’atelier Savigny. René-Théophile-Hyacinthe Laennec (1781-1826) quant à lui invente le stéthoscope en 1816.
Depuis 1984, le musée de l’AP-HP est détenteur d’une collection de cinquante-six bustes en plâtre représentant des enfants atteints de graves troubles neurologiques et mentaux, désignés à la fin du XIXe siècle sous le nom « d’enfants idiots ». Ces pièces ont été réalisées sous la direction du docteur Désiré-Magloire Bourneville, directeur du service des enfants idiots à l’hospice de Bicêtre en 1879. Les bustes, moulés sur les visages des jeunes patients décédés, ont été créés à des fins scientifiques. Ils constituent un précieux support d’étude à une époque où le domaine de la psychiatrie infantile est largement méconnu.

#### La recherche et l’enseignement
L'Assistance publique fut un foyer de recherche médicale et d'enseignement. Le décret du 14 Frimaire An III sanctionne la création clinique médicale et permet sa généralisation. Cette mesure donne à l'étudiant en médecine la possibilité de recevoir un enseignement théorique et pratique dont les leçons et les observations sont faites au chevet du malade. Par la suite, les chaires de clinique médicale et chirurgicale se multiplient au fur et à mesure du développement des spécialités. Le musée conserve notamment les Leçons Cliniques d’Armand Trousseau, imprimées entre 1857 et 1861.
On y trouve de remarquables observations sur la diphtérie, le croup, la tétanie… Leur diffusion accroît avec succès le développement de la médecine en France comme à l’étranger. Le musée conserve aussi un nombre important de préparations anatomiques (corps humains conservés dans le but d'être exposé et utilisés en enseignement médical).

#### Utilisation des nouvelles techniques
Les applications liées au principe de la vaccination découvert par le médecin anglais Edward Jenner (1749-1823), et aux découvertes de Louis Pasteur (1822-1895) révolutionnent la lutte contre les maladies. Grâce aux récentes découvertes de ce début de XIXe siècle, l’observation clinique (examen du malade et des symptômes visibles) s’accompagne d’un développement des techniques d’exploration fonctionnelle (exploration interne du malade). Parmi les œuvres qui en sont les plus représentatives, on peut citer Premiers essais du traitement du cancer par rayons X, de Georges Chicotot, peint en 1907. Les applications médicales de la découverte des rayons X par Wilhelm Conrad Röntgen en 1895 sont immédiates. Le Dr Chicotot fut, à la fin du XIXe siècle, un des précurseurs de ce type de traitement, et s’est plu à se représenter lui-même au travail.
Le musée conserve aussi un électrocardiographe ou galvanomètre à cordes créé par Willem Einthoven, datant de 1918-1920. Après les recherches d'Étienne-Jules Marey (1830-1903) sur l'enregistrement graphique de l'activité du cœur, le physiologiste hollandais Einthoven met au point, en 1903, le premier appareil qui capte les signaux électriques du cœur à l'aide d'un galvanomètre. Les modèles portables apparaissent après 1920. L’électrocardiographe témoigne de l'évolution de la médecine, qui s’instrumentalise.

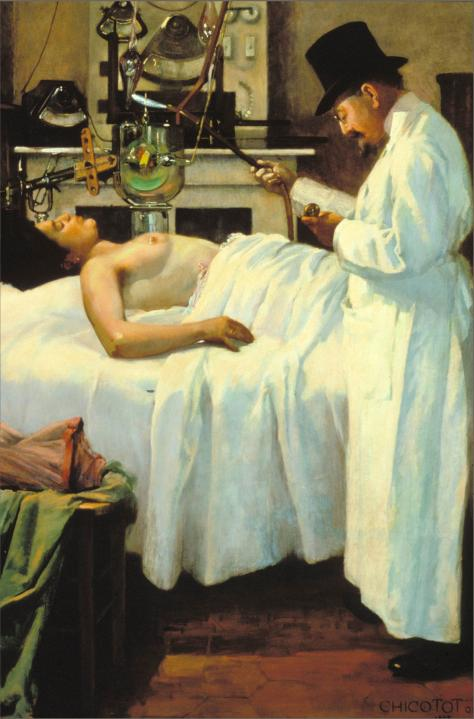
Georges Chicotot, Premiers essais du traitement du cancer par rayons X (1907).
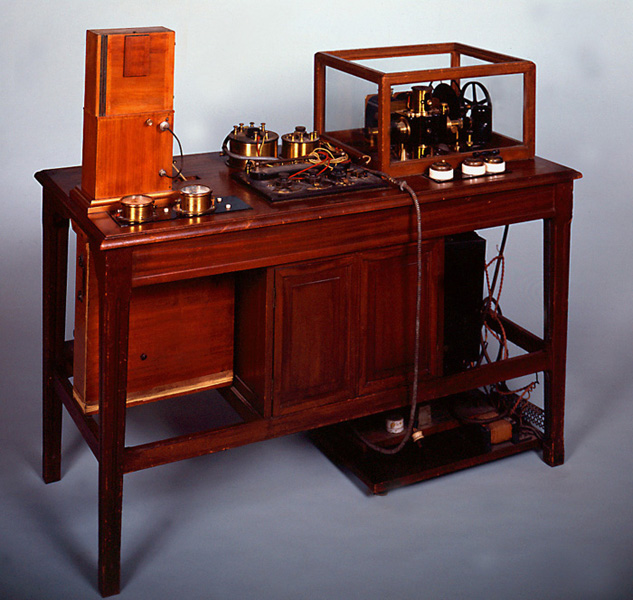
Électrocardiographe à corde, modèle créé par W. Einthoven en 1903. Celui-ci date des alentours de 1918-1920.

#### La pharmacie

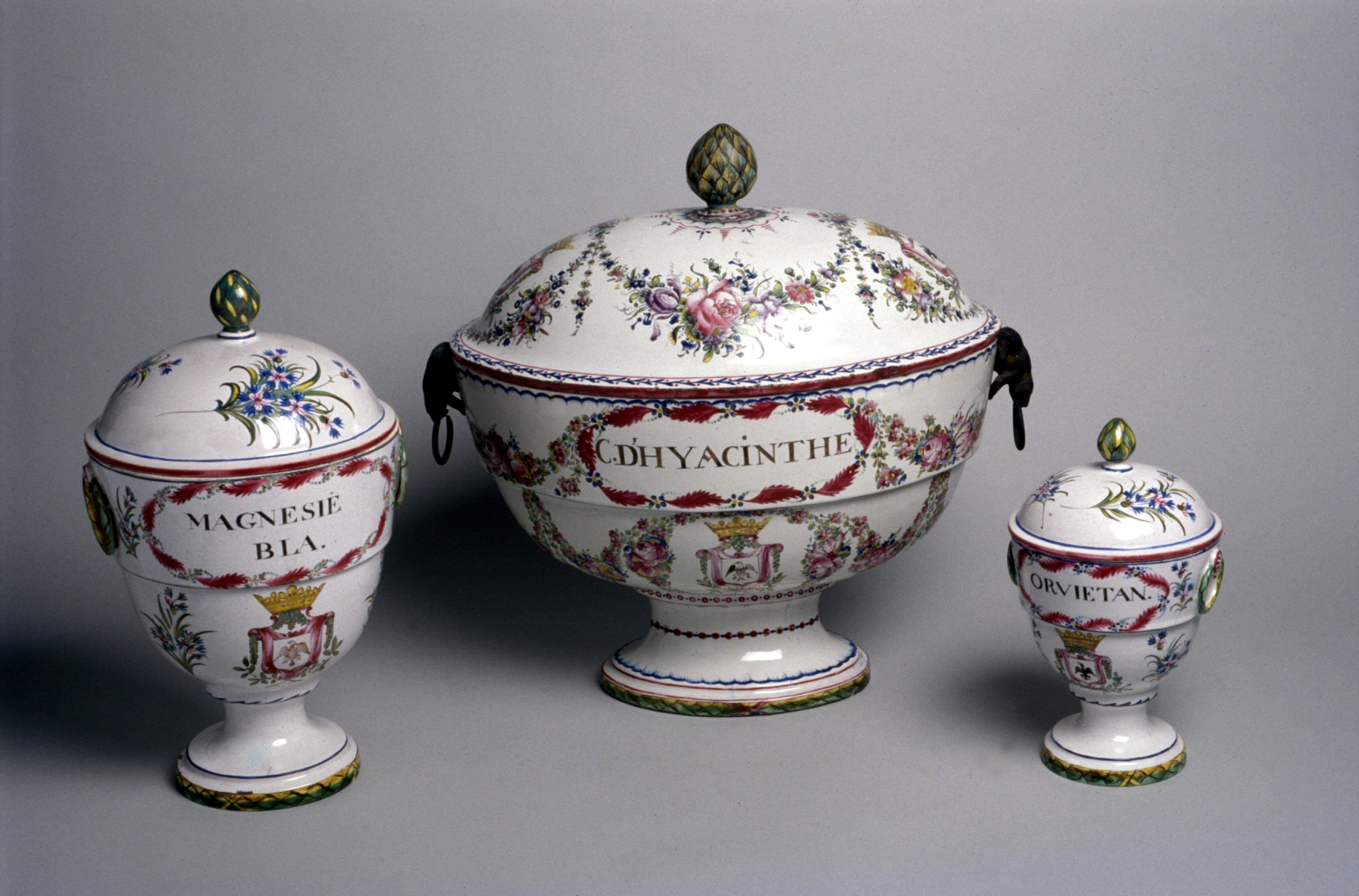
Pots à pharmacie en faïence de la collection Beaujon (fin XVIIIe siècle).

Créée en 1795, l'Apothicairerie générale (devenue l'année suivante Pharmacie centrale) des Hôpitaux de Paris est installée d'abord à l'Hôtel-Dieu, puis dans l'hôpital désaffecté des Enfants trouvés avant de s'établir en 1812 à l'hôtel de Miramion qu'elle occupe jusqu'en 1974. La collection pharmaceutique du musée de l'AP-HP conserve l'essentiel des pots pharmaceutiques des hôpitaux et des maisons de secours implantées dans les quartiers de Paris. L'ancien hôpital Beaujon à lui seul est représenté par 131 pièces. La collection comprend au total 1 050 pièces inventoriées, dont les plus anciennes datent du XVIIe siècle.
Les collections comportent également de nombreuses pièces (balance, mortier, agitateur de bouteille…) qui offrent une vision large de l'activité pharmaceutique hospitalière.

#### Art dentaire
Depuis le printemps 2003, le musée a enrichi ses collections en accueillant l'ancien musée Pierre-Fauchard. Ce patrimoine prestigieux d'art dentaire a été remis en donation par l'École Dentaire de Paris lors de sa dissolution en 2001. La bibliothèque contient environ 500 livres dont la moitié représente un fonds spécialisé de livres anciens reliés (déposés à la Bibliothèque interuniversitaire de santé).
L'objet le plus prestigieux est assurément le coffret dit « de Charles X », grande boîte en bois de rose et laiton, fabriquée aux États-Unis au milieu du XIXe siècle. Les différents tiroirs et tirettes présentent un total de 130 instruments destinés au détartrage et à l'extraction des dents ainsi qu'au soin des caries. Puis vient la famille des instruments prothétiques d'environ 200 pièces.
Depuis le 17 avril 2014, l'Association du musée virtuel de l'Art Dentaire a ouvert un musée virtuel de l'Art dentaire. « Il a donc été décidé de faire un choix parmi les collections de l’ancien musée Fauchard, auquel s’ajoutent des pièces provenant de différents musées dentaires et médicaux de France et de les photographier en haute définition. Grâce aux nombreux ouvrages disponibles à la BIU Santé, il est possible d’étudier ces instruments, de les mettre en regard avec des gravures et les textes des auteurs en référence et de les présenter sous la forme d’un musée virtuel. »

### Patrimoine paramédical

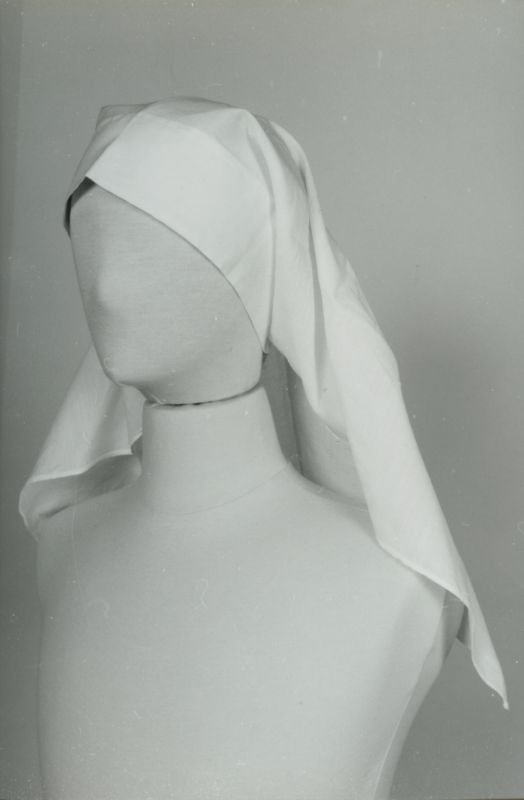
Voile d'infirmière de la Salpétrière dans les années 1950.

Le triptyque Œuvre de la goutte de lait au dispensaire de Belleville.

Au premier rang des spécialités qui se développent au XIXe siècle, l’obstétrique, la pédiatrie et la puériculture transforment radicalement l’exercice de la médecine de la mère et de l’enfant, dans un contexte politique et social propice. Sous l’impulsion des docteurs Pierre-Constant Budin, Adolphe Pinard et Gaston Variot, la puériculture s’organise en France. L’Office des accouchées est créé en 1814 dans l’ancien couvent de l'abbaye de Port-Royal. Créée par l'Assistance publique en 1892, la Goutte de lait de Belleville est le premier dispensaire de quartier spécialisé dans les soins et le suivi des enfants du 1er âge.
Le musée conserve le triptyque d'Henri Jules Jean Geoffroy, La Goutte de lait de Belleville, peint vers 1900. Dans la même thématique du soin à l'enfant, on retrouve une collection très riche de biberons du Moyen Âge à nos jours.
Le musée conserve une collection d’objets divers permettant de retracer l’histoire du métier d’infirmier(e). Les infirmières laïques commencent à relayer les religieuses dès 1878 et en 1883, les cours du soir deviennent diplômants. C'est en 1907 que l'Assistance publique créé la première école d'infirmier(e)s. Enfin, en 1922 apparaît le Brevet d’État.
La collection du musée comporte des objets de nature très diverse. De nombreuses photographies représentant les promotions d'étudiant(e)s et les infirmières au travail, et une riche collection de vêtements (la fameuse blouse blanche n’apparaît qu’à la fin du XIXe siècle) témoignent de l’évolution de la profession et de ses fonctions au sein de l’hôpital. Les trousses d'infirmières et instruments illustrent notamment l’évolution de la technicité du métier où l’infirmière passe d’une exécutante en « petits soins » à une professionnelle diplômée qui pratique des actes de plus en plus techniques.

## L’hôtel de Miramion

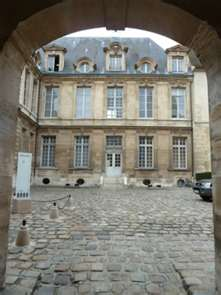
Hôtel de Miramion.

L'hôtel de Miramion est un hôtel particulier parisien, ayant abrité le musée de l'AP-HP ainsi que certains services du siège de l'AP-HP. Il est situé au no 47 quai de la Tournelle, dans le 5e arrondissement de Paris. L'hôtel de Miramion, rebaptisé « Enclos des Bernardins », a été vendu par l'AP-HP à Xavier Niel, afin de dégager des ressources financières pour investir dans la modernisation des hôpitaux.
Le musée ferme le 30 juin 2012. Un projet prévoyait qu'il rouvre au sein de l'Hôtel-Dieu de Paris, avorté quelques années plus tard alors que les locaux prévus sont loués à une société privée pour 80 ans.

## Expositions

### Grandes expositions temporaires
- 1935 : Rétrospective de l'hôpital de la Charité
- 1960 : Vincent de Paul
- 1961 : 10 siècles d'histoire hospitalières parisienne : l'Hôtel-Dieu de Paris (651-1650)
- 1977 : Trésors et chefs-d’œuvre de l'Assistance - Publique
- 1979 : L'année de l'enfant
- 1983 : L'Art du médecin
- 1984 : Un patriote aux origines de la puériculture : Gaston Variot (1855-1930), médecin et mécène
- 1985 : Salvador Dali
- 1986 : La leçon de Charcot Une leçon clinique à la Salpêtrière. Voyage dans une toile
- 1987 : De l'art
- 1988 : Hommage à Robert Debré (1882-1978). L'épopée de la médecine des enfants.
- 1989 : La révolution française et les hôpitaux parisiens. Bicentenaire de la révolution française.
- 1991 : Le sang
- 1992 : Louis Caballero
- 1992 : Point de vue : Les soignants au cœur des années sida
- 1993 : Interventions sur collections. Les artistes de l'Hôpital éphémère au Musée de l'AP-HP
- 1993 : Henri Mondor (1885-1962)
- 1993 : Regards de moi
- 1994 : Le cabinet anatomique de Daniel Spoerri[34]
- 1995 : L'heureux événement : une histoire de l'accouchement
- 1996 : Depuis 100 ans, la société, l'hôpital et les pauvres
- 1997 : L'Appétit vient en mangeant ! Histoire de l'alimentation à l'hôpital
- 1999 : Dire et faire l'Assistance Publique (1849-1999)
- 2001 : Demain sera meilleur… Hôpital et utopies
- 2002 : Ordre et désordre à l'hôpital. L'internat en médecine (1802-2002)
- 2005 : L'hôpital et l'enfant : l'hôpital autrement ?…
- 2007 : Voyage au pays de Gérousie
- 2009 : L'humanisation de l'hôpital. Mode D'Emploi

### Expositions dossiers
- 1998 : Nouvelles acquisitions
- 2000 : « De l'audace, encore de l'audace, toujours de l'audace… » La chirurgie hospitalière à la fin du XIXe siècle à travers une acquisition

### Expositions dossiers: Salle d’exposition à l’hôpital Bicêtre[35]
- 2021 : Visages d’histoire
- 2023 : La pharmacie hospitalière d’hier à aujourd’hui

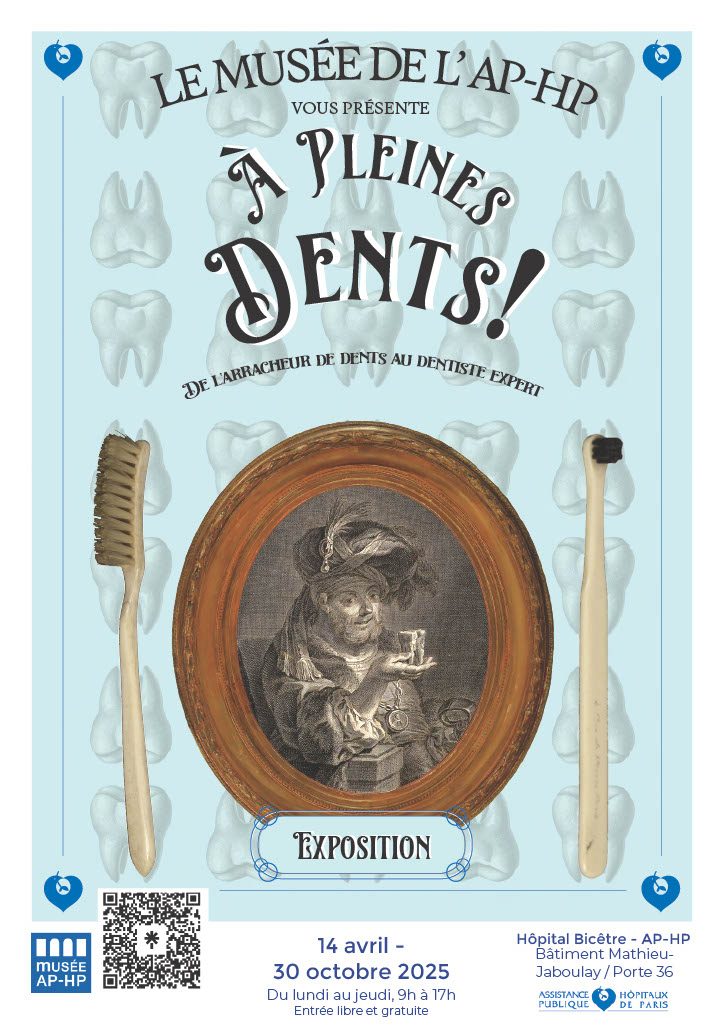
Exposition dossier : A pleines dents

- Exposition dossier : A pleines dents2025 : À pleines dents ! De l’arracheur de dents au dentiste expert

### Expositions dans le cadre de manifestations nationales
- 2008 : Silence, œuvres photographiques de Véronique Chanteau
- 2009 : Eugène Guillevic (1907-1997)
- 2009 : Gaulois en chantier
- 2009 : Zone pavillonnaire, œuvres photographiques de Barbara Noiret
- 2015 : Bicêtre, une histoire de l'hôpital[36] (Journées européennes des patrimoines)
- 2024 :  Corps mouvementés. L’émergence de nouvelles thérapies aux XIXe et XXe siècles. (Jeux Olympiques de Paris)

### Expositions itinérantes
- 2005 : L'hôpital Avicenne : une histoire sans frontières (1935-2005)
- 2006 : Le grand âge et nous, hier, aujourd'hui, demain
- 2010 : L'humanisation de l'hôpital. Affaire à suivre
- 2010 : Vincent de Paul, par delà la légende
- 2012 : Sous toutes les coutures, Histoire du vêtement à l'hôpital (XIXe – XXIe siècles)
- 2013 : Hopitalimentation, une histoire de l'alimentation à l'hôpital (du Moyen Âge à nos jours)[37]

## Publications
- Le Musée de l’Assistance Publique-Hôpitaux de Paris, catalogue des collections permanentes, 3e édition parue en 1998, brochure de 195 pages, repr. n.b. et couleurs
- Un Musée hospitalier à Paris : le Musée de l’AP-HP, 34 pages, ill. n.b. et couleurs, numéro Hors-série des éditions Beaux Arts Magazine

### Catalogues des expositions temporaires
- La leçon de Charcot. Voyage dans une toile, exposition temporaire du 17 septembre au 31 décembre 1986, 115 pages, repr. n.b. et couleurs
- Hommage à Robert Debré (1882-1978). L’épopée de la médecine des enfants, exposition temporaire du 19 octobre 1988 au 15 janvier 1989, 145 pages, repr. n.b. et couleurs
- La Révolution française et les hôpitaux parisiens. Bicentenaire de la Révolution française, exposition temporaire du 7 juin au 30 octobre 1989, 91 pages, repr. n.b. et couleurs
- Henri Mondor, 1885-1962, exposition temporaire du 15 septembre au 30 octobre 1993, 32 pages, repr. n.b. et couleurs
- « L’heureux événement » : une histoire de l’accouchement, exposition temporaire du 7 avril au 16 juillet 1995, 180 pages, repr. n.b.
- Depuis 100 ans, la société, l’hôpital et les pauvres, exposition temporaire du 24 octobre 1996

au 2 mars 1997, 234 pages, repr. n.b.
- « De l’audace, encore de l’audace, toujours de l’audace… » La chirurgie hospitalière à Paris à la fin du XIXe siècle à travers une acquisition, exposition temporaire du 6 octobre 2000 au 28 janvier 2001, 75 pages, repr. n.b.
- « Demain sera meilleur… » Hôpital et utopies, exposition temporaire du 14 septembre 2001 au 17 mars 2002, 328 pages, repr. n.b. et couleurs
- Ordre et désordre à l'hôpital. L'internat en médecine (1802-2002), exposition temporaire du 15 novembre 2002 au 25 mai 2003, 230 pages, repr. n.b. et couleurs
- L'hôpital et l'enfant : l'hôpital autrement ?… exposition temporaire du 2 février au 31 juillet 2005, 207 pages, repr. n.b. et couleurs, coédition ENSP/AP-HP
- 1935-2005. L’hôpital Avicenne : une histoire sans frontières, exposition temporaire du 24 novembre 2005 au 18 juin 2006, 160 pages, repr. n.b. et couleurs
- Voyage au pays de Gérousie, exposition temporaire du 19 octobre 2007 au 15 juin 2008, 212 pages, repr. n.b. et couleurs
- L’Humanisation de l’hôpital. Mode d’emploi, exposition temporaire du 21 octobre 2009 au 20 juin 2010, 244 pages, repr. n.b.
- Hopitalimentation, une histoire de l'alimentation à l'hôpital (du Moyen Âge à nos jours)[38],[39], catalogue virtuel[40].
- Bicêtre, une histoire de l'hôpital, publié à l'occasion des Journées européennes du patrimoine 2015[41].